# Кузик Сергій Іванович
Сергій Іванович Кузик (нар. 9 березня 1963, Шверін) — український актор і режисер. Член Національної спілки театральних діячів України (1991).

## Життєпис
Акторську освіту отримав у Дніпропетровському державному театральному училищі, яке закінчив у 1983 році (майстер — заслужений діяч мистецтв України Володимир Божко). Працював актором на сцені Ачинського театру драми (Красноярський край, Росія)
1991 р. закінчив режисерський факультет Харківського інституту мистецтв імені Івана Котляревського (керівник курсу — народний артист України, професор Олександр Барсегян. Викладачі: заслужений артист України Роман Черкашин та заслужений працівник культури України Анатолій Вецнер).
1989—1991 режисер-постановник Чернігівського обласного академічного українського музично-драматичного театру імені Тараса Шевченка. 1991—1997 головний режисер Сумського обласного театру драми та музичної комедії імені Михайла Щепкіна. 1997—2000 головний режисер Міжнародного фестивалю творчості і ЗМІ «Золота осінь Славутича» та художній керівник Культурно-інформаційного центру Чорнобильської Атомної Електростанції.
У 2000—2008 режисер-постановник та заступник художнього керівника з творчих питань Чернігівського обласного академічного українського музично-драматичного театру імені Тараса Шевченка.
З 2008 року співпрацює з Івано-Франківським академічним українським музично-драматичним театром імені Івана Франка, Львівським муніципальним драматичним театром, Львівським драматичним театром імені Лесі Українки, Коломийським академічним українським драматичним театром імені Івана Озаркевича, Тернопільським академічним українським драматичним театром імені Тараса Шевченка, Волинським академічним українським музично-драматичним театром ім. Тараса Шевченка, Чернівецьким академічним українським музично-драматичним театром ім. Ольги Кобилянської, Дніпровським академічним українським музично-драматичним театром ім. Тараса Шевченка.
Лауреат режисерської премії «Експеримент» Національної спілки театральних діячів України (1996).
Учасник та лауреат багатьох театральних фестивалів і конкурсів.

## Творчий доробок

### Постановки в театрі
У творчому доробку — понад 70 театральних постановок, 20-ти концертних та шоу-програм, режисура різноманітних фестивалів.
- «Кабала святош (Мольєр)» М. Булгакова
- «Хулій Хурина» М. Куліша
- «Мати-наймичка» Т. Шевченка
- «Наталка-Полтавка» І. Котляревського
- «Калігула» А. Камю
- «Анфіса» Л. Андреєва
- «Дім божевільних» Е. Скарпетта
- «Коханці» Б. Слейда
- «Тричі мені являлася любов» («Таїна буття») Т. Іващенко[2]
- «Ігри імператорів» за творами М. Куліша та А. Камю
- «Дитина в дарунок» М. Лисака
- «Дванадцять місяців» С. Маршака
- «Темна історія» П. Шеффера
- «Окей, Мойшо!» С. Шолом-Алейхема[3]
- «Без вини винні» О. Островського
- «Ваш хід, королево!» Е. Скріба
- «Сад без землі» Л. Разумовської
- «Мауглі» Р. Кіплінга
- «Тоот та інші» І. Еркеня
- «Опера мафіозо» В. Станілова
- «Приборкання норовливої» В. Шекспіра
- «Відьма» Т. Шевченка
- «Коза-дереза» М. Лисенка
- «Дуже проста історія» М. Ладо
- «Занадто одружений таксист» Р. Куні
- «Пригоди Бременських музикантів» братів Ґрімм
- «Едіт Піаф» за власною п'єсою
- «Не тільки про любов» О. Галіна
- «Кохання на швидкості» Р. Куні
- «Нічні розваги з молодим козерогом» О. Галіна
- «Інтриги коханців» Г. Квітки-Основ'яненка
- «За двома зайцями» М. Старицького
- «Двадцять хвилин з ангелом» О. Вампілова
- «Еквус» П. Шеффера
- «Нація» за романом М. Матіос[4]

### Фільмографія
- Кравець «Віддана» (реж. Христина Сиволап)
- Шинкар Нахман «Максим Оса» (реж. Мирослав Латик)